# Kuivaniemi
Kuivaniemi este o fostă comună din Finlanda.